# 1898 w literaturze
Wydarzenia literackie w 1898 roku.

## Wydarzenia
- polskie
  - Do Krakowa sprowadził się Stanisław Przybyszewski i objął redakcję tygodnika „Życie”

## Nowe książki
- polskie
  - Jadwiga Łuszczewska – Panienka z okienka
  - Józef Weyssenhoff – Żywot i myśli Zygmunta Podfilipskiego

- zagraniczne
  - Herbert George Wells – Wojna światów
  - Octave Mirbeau – Les Mauvais bergers
  - Émile Zola – Paryż
  - Joseph Conrad – Opowieści niepokojące (Tales Of Unrest)

## Nowe dramaty
- polskie
  - Stanisław Wyspiański – Warszawianka
  - Michał Bałucki – Wędrowna muza

## Urodzili się
- 6 stycznia – Wołodymyr Sosiura, ukraiński poeta (zm. 1965)
- 10 lutego – Bertolt Brecht, niemiecki pisarz (zm. 1956)
- 22 lutego – Karol Bunsch, polski pisarz (zm. 1987)
- 26 lutego – Konstantin Biebl, czeski poeta i pisarz (zm. 1951)
- 11 marca – Wasyl Bobynski, ukraiński poeta, dziennikarz, tłumacz literatury francuskiej (zm. 1938)
- 1 kwietnia – Kazimiera Alberti, polska poetka, powieściopisarka, działaczka kulturalna (zm. 1962)
- 3 kwietnia – Michel de Ghelderode, belgijski dramaturg, pisarz i poeta awangardowy (zm. 1962)
- 26 kwietnia – Vicente Aleixandre, poeta hiszpański, przedstawiciel Pokolenia 27, laureat Nagrody Nobla (zm. 1984)
- 25 maja – Gustav Regler, niemiecki pisarz, filmowiec i dziennikarz (zm. 1963)
- 30 maja – Hjalmar Gullberg, szwedzki pisarz, poeta i tłumacz (zm. 1961)
- 5 czerwca – Federico García Lorca, hiszpański poeta, dramatopisarz (zm. 1936)
- 9 czerwca – Curzio Malaparte, włoski pisarz, dziennikarz i dyplomata (zm. 1957)
- 22 czerwca – Erich Maria Remarque, niemiecki pisarz (zm. 1970)
- 22 czerwca – Zenon Kosidowski, polski prozaik i eseista (zm. 1978)
- 3 lipca – E. Hoffmann Price, amerykański pisarz science fiction (zm. 1988)
- 18 lipca – Beata Obertyńska, polska poetka i pisarka (zm. 1980)
- 22 lipca – Stephen Benét, amerykański poeta i powieściopisarz (zm. 1943)
- 2 sierpnia – Stanisław Baliński, polski poeta, prozaik i eseista (zm. 1984)
- 10 sierpnia – Tadeusz Dołęga-Mostowicz, polski pisarz (zm. 1939)
- 15 sierpnia – Jan Brzechwa, polski poeta i tłumacz (zm. 1966)
- 21 września – Eugène Dabit, francuski pisarz (zm. 1936)
- 18 listopada – Antun Branko Šimić, chorwacki poeta i krytyk literacki (zm. 1925)
- 29 listopada – Clive Staples Lewis, brytyjski pisarz, historyk, filozof i teolog (zm. 1963)

## Zmarli
- 22 maja – Edward Bellamy, amerykański pisarz (ur. 1850)
- 1 czerwca – Mary Traill Spence Lowell Putnam, amerykańska prozaiczka i poetka (ur. 1810)
- 15 czerwca – Karel Hlaváček, czeski poeta (ur. 1874)
- 20 czerwca – George Bidwell, brytyjski pisarz (ur. 1905)
- 7 sierpnia – Georg Ebers, niemiecki powieściopisarz (ur. 1837)
- 9 września – Stéphane Mallarmé, francuski poeta (ur. 1842)
- 20 września – Theodor Fontane, niemiecki pisarz, dziennikarz i krytyk (ur. 1819)
- 28 listopada – Conrad Ferdinand Meyer, szwajcarski pisarz (ur. 1825)